# Memorias de España 1937
Memorias de España 1937 es un libro de recuerdos de Elena Garro referido a su viaje a  España en 1937 acompañando a su esposo, Octavio Paz.

## Gestación

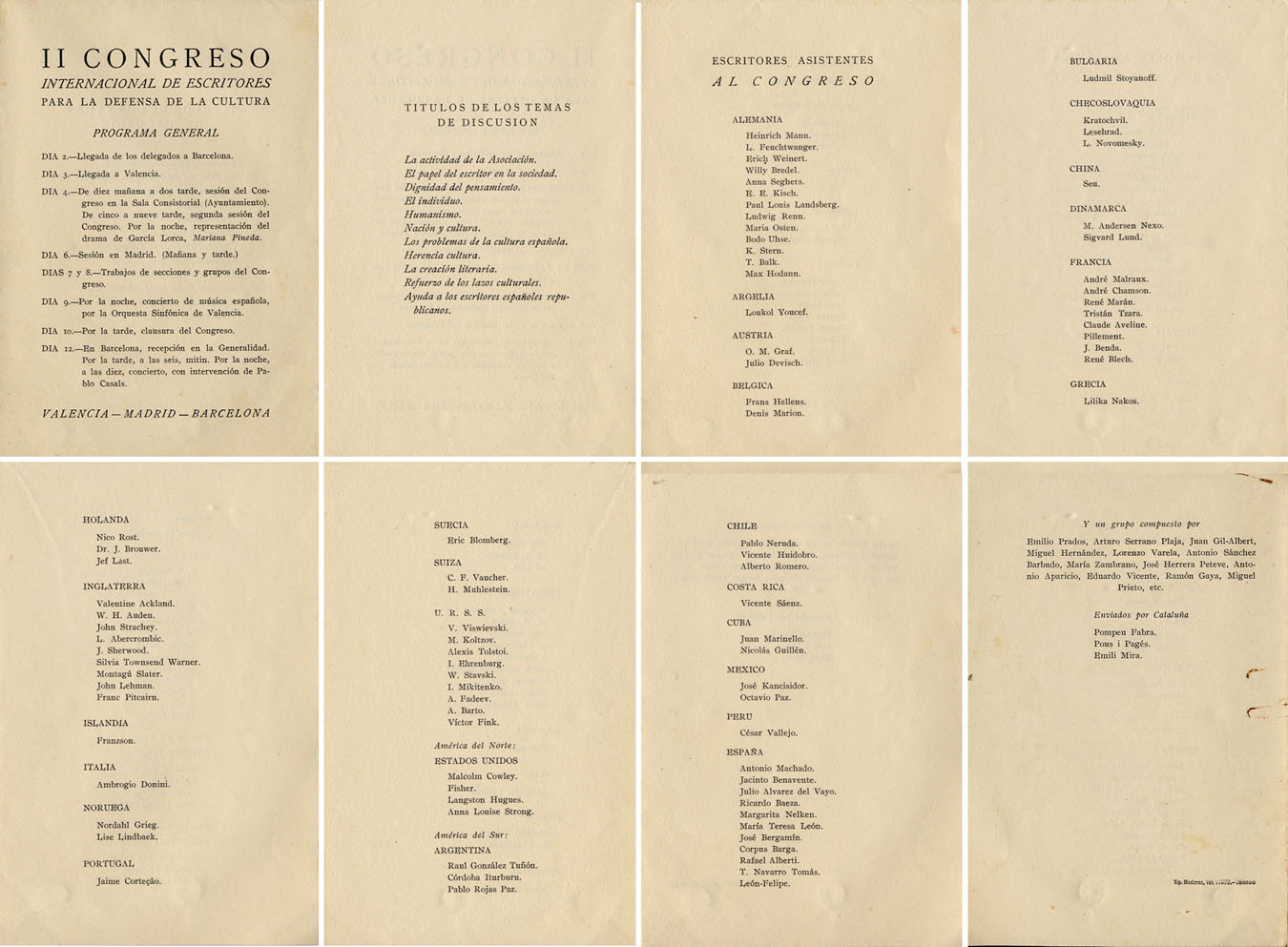
II Congreso internacional de escritores para la defensa de la cultura.

En 1936, cuando cuenta con diecinueve años, Elena Garro ingresa en la Facultad de Filosofía y Letras de la Universidad Autónoma de México (UNAM) y trabaja como coreógrafa y actriz en el Teatro Universitario. Pero antes de acabar el curso abandona estas actividades al casarse en mayo de 1937 con el poeta Octavio Paz, con quien sostenía un noviazgo desde 1935. 
Este matrimonio inesperado quizás tuviera que ver con el hecho de que Paz estaba a punto de partir hacia España, invitado por la Liga de Escritores y Artistas Revolucionarios (LEAR) para asistir al II Congreso Internacional de Escritores para la Defensa de la Cultura. Solo casada legalmente con el poeta, la joven podía acompañarlo en ese viaje. La delegación oficial mexicana al Congreso la formaban Carlos Pellicer, José Mancisidor y el propio Octavio Paz. A ellos se sumaron, entre otros, Juan de la Cabada, Silvestre Revueltas y la propia Elena Garro.
Elena Garro tomó abundantes notas en diversos cuadernos y diarios de lo que aconteció y vivió en ese viaje a España. Esas notas quedaron olvidadas y la autora las desempolvó durante su estancia en España los años 1978 y 1979 y sobre esas notas publicó varios artículos, que sirvieron de base para la edición en 1992 de su libro, en la editorial siglo XXI de México. Una nueva edición apareció en España en el año 2011, en la editorial Salto de Página.

## Contenido
Lo que más destaca del libro de Garro es la desenvoltura y falta de prejuicios con que está escrito. La mayoría de los intelectuales que vinieron a España lo hicieron movidos por arraigadas convicciones antifascistas y en sus escritos dejaron un testimonio ortodoxo del motivo de su estancia en España: apoyar la justicia de la causa republicana y denunciar el fascismo de los rebeldes. Desde el principio ella nos confiesa la peculiar situación desde la que nos ofrecerá su testimonio: “Yo, sin saber cómo ni por qué, iba a un Congreso de Intelectuales Antifascistas, aunque yo no era anti nada, ni intelectual tampoco, sólo era estudiante y coreógrafa universitaria”. 
Por eso su testimonio es el de quien “va por libre”, sin imposiciones ni consignas, y  se limita a ofrecernos una visión despolitizada, entre ingenua y espontánea, de la vida de la retaguardia tal como la vivieron los extranjeros que vinieron a España a solidarizarse con la República amenazada. No oculta las incomodidades y dificultades cotidianas (el hambre, el miedo a los bombardeos, la suciedad y la falta de higiene), ni las rencillas y envidias literarias (por ejemplo, la que Neruda sentía por Vicente Huidobro o por César Vallejo), ni tampoco las intrigas de los comunistas, cuyas claves se le escapaban: “Era difícil sumergirse de pronto en el enigmático lenguaje marxista; se diría que hablaban un idioma cifrado”. En ocasiones visita los frentes de guerra y una vez es nombrada madrina de una brigada de voluntarios mexicanos. 
De los diferentes episodios narrados en estas memorias, quizás el más emotivo sea la visita que, ya casi al final de su estancia en España, hace a Antonio Machado y a su madre, en las afueras de Valencia: “Entramos a una casa de portón grande, jardín descuidado y aromas diluidos del reciente verano. Había hojas en el suelo y un silencio solemne (…) Una tristeza impresionante se extendía por toda la casa: se diría abandonada o habitada por personas sin esperanzas”.
La viveza y mordacidad de sus comentarios sobre figuras prominentes de la intelectualidad republicana, sin excluir a su marido (exmarido ya cuando publica el libro) Octavio Paz, añaden un punto de interés a un libro original, espontáneo y muy diferente al resto de los publicados sobre similar experiencia.